# 帕特南縣 (印第安納州)
帕特南縣（英語：Putnam County）是美國印第安納州中西部的一個縣。面積1,250平方公里。根據美國2000年人口普查，共有人口36,019。縣治格林卡斯尔（Greencastle）。
成立於1822年。縣名紀念七年戰爭和美國獨立戰爭英雄伊斯雷尔·帕特南。